# SunTrust Indy Challenge 2001
SunTrust Indy Challenge 2001 var ett race som var den sjunde deltävlingen i Indy Racing League 2001. Racet kördes den 30 juni på Richmond International Raceway. Buddy Lazier fortsatte sin jakt på en andra rak mästartitel, och tog sin andra raka seger. Sam Hornish Jr. höll dock ett stadigt avstånd ned till nya totaltvåan Lazier. Hornish slutade tvåa, precis före veteranen Al Unser Jr.

## Slutresultat
| Plats | Förare           | Team                     | Grid |
| ----- | ---------------- | ------------------------ | ---- |
| 1     | Buddy Lazier     | Hemelgarn Racing         | 4    |
| 2     | Sam Hornish Jr.  | Panther Racing           | 6    |
| 3     | Al Unser Jr.     | Galles Racing            | 11   |
| 4     | Didier André     | Galles Racing            | 14   |
| 5     | Scott Sharp      | Kelley Racing            | 10   |
| 6     | Mark Dismore     | Kelley Racing            | 13   |
| 7     | Donnie Beechler  | A.J. Foyt Enterprises    | 15   |
| 8     | Jeff Ward        | Heritage Motorsports     | 19   |
| 9     | Robbie Buhl      | Dreyer & Reinbold Racing | 11   |
| 10    | Buzz Calkins     | Bradley Motorsports      | 16   |
| 11    | Felipe Giaffone  | Treadway-Hubbard Racing  | 8    |
| 12    | Eliseo Salazar   | A.J. Foyt Enterprises    | 7    |
| 13    | Eddie Cheever    | Cheever Racing           | 3    |
| 14    | Shigeaki Hattori | Vertex-Cunningham Racing | 18   |
| 15    | Airton Daré      | TeamXtreme               | 5    |
| 16    | Jeret Schroeder  | Tri-Star Motorsports     | 12   |
| 17    | Sarah Fisher     | Walker Racing            | 2    |
| 18    | Billy Boat       | Curb/Agajanian Racing    | 20   |
| 19    | Jaques Lazier    | Sam Schmidt Motorsports  | 1    |
| 20    | Billy Roe        | Team Pelfrey             | 17   |

Följande förare missade att kvalificera sig:
- Greg Ray